# Велихово
Велихово — озеро в Малоритському районі Брестської області, частково на території України, за 17 км на південний схід від міста Малорита за 6,3 км на північний схід від села Сушитниця в басейні р. Прип'ять.
Площа поверхні 0,125 км, довжина 0,5 км, ширина 0,3 км. Довжина берегової лінії 1,5 км. На сході його оточує широка болотиста заплава, до якої примикає велика заболочена галявина. На півдні каналом з'єднаний із системою меліоративних каналів.
В озері водяться щука, лящ, плотва, окунь та інші види риб.